# Teira dugesii
La lagartija de Madeira (Teira dugesii) es una especie de reptil la familia Lacertidae, endémica de los archipiélagos portugueses de Madeira y Azores. Es nativa de Madeira, pero fue introducida a mediados del siglo XIX en las Azores. También ha sido introducida más recientemente en Lisboa. Habita desde el nivel del mar hasta los 1850 m de altitud. Puede medir hasta 230 mm.
Se reconocen cuatro subespecies:
- Teira dugesii dugesii (Milne-Edwards, 1829)
- Teira dugesii jogeri (Bischoff, Osenegg & Mayer, 1989)
- Teira dugesii mauli (Mertens, 1938)
- Teira dugesii selvagensis (Bischoff, Osenegg & Mayer, 1989)

## Galería

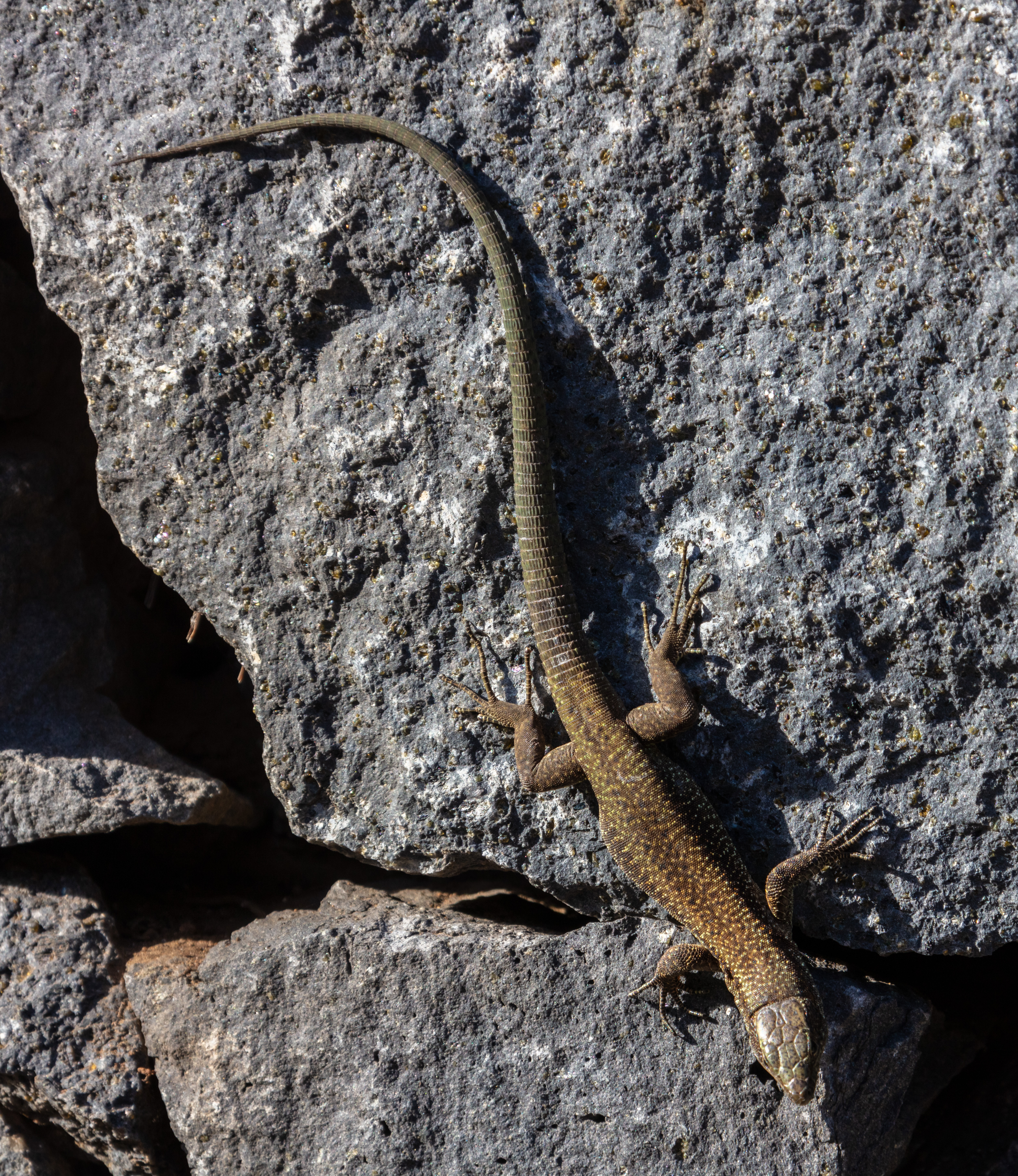
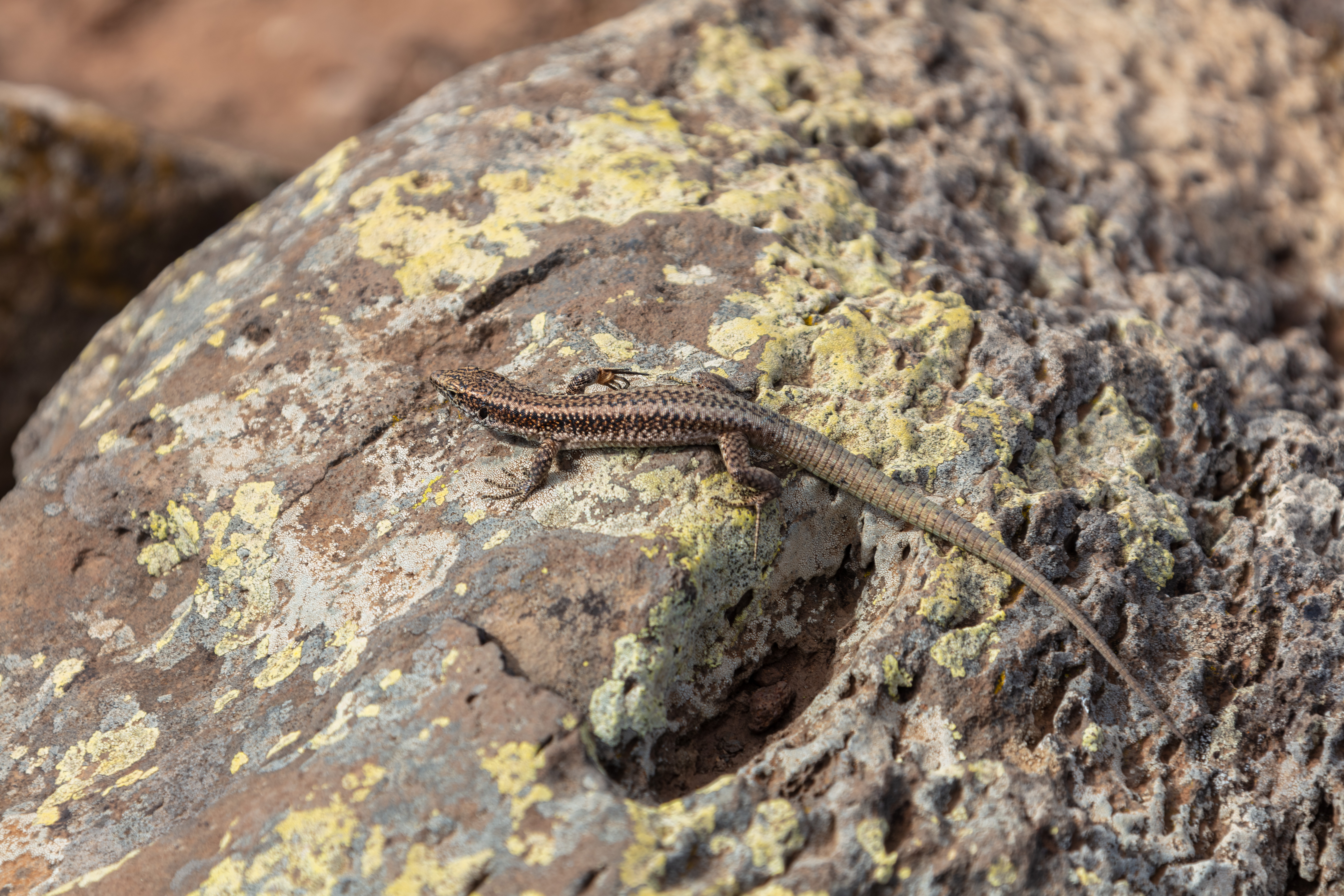
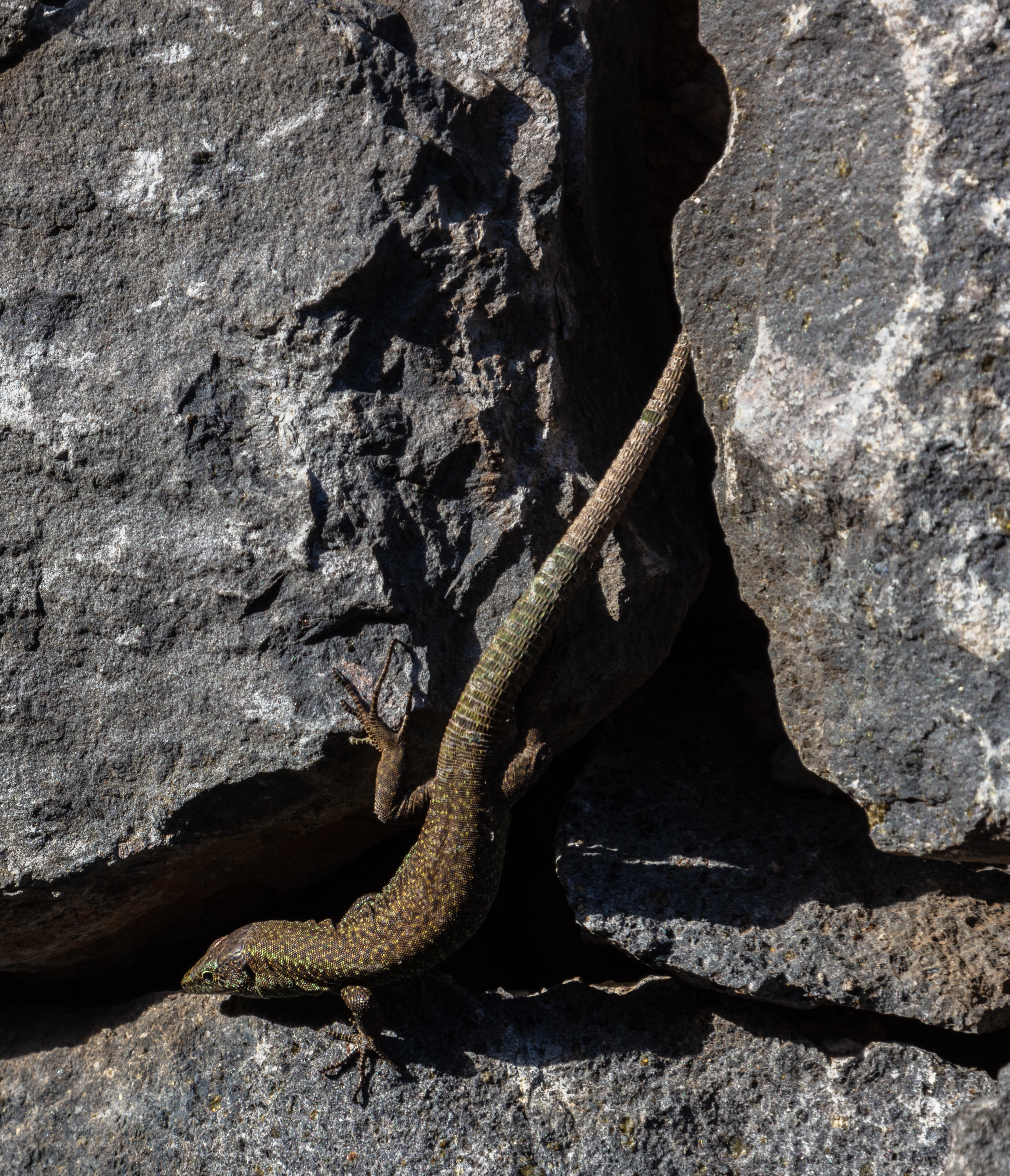
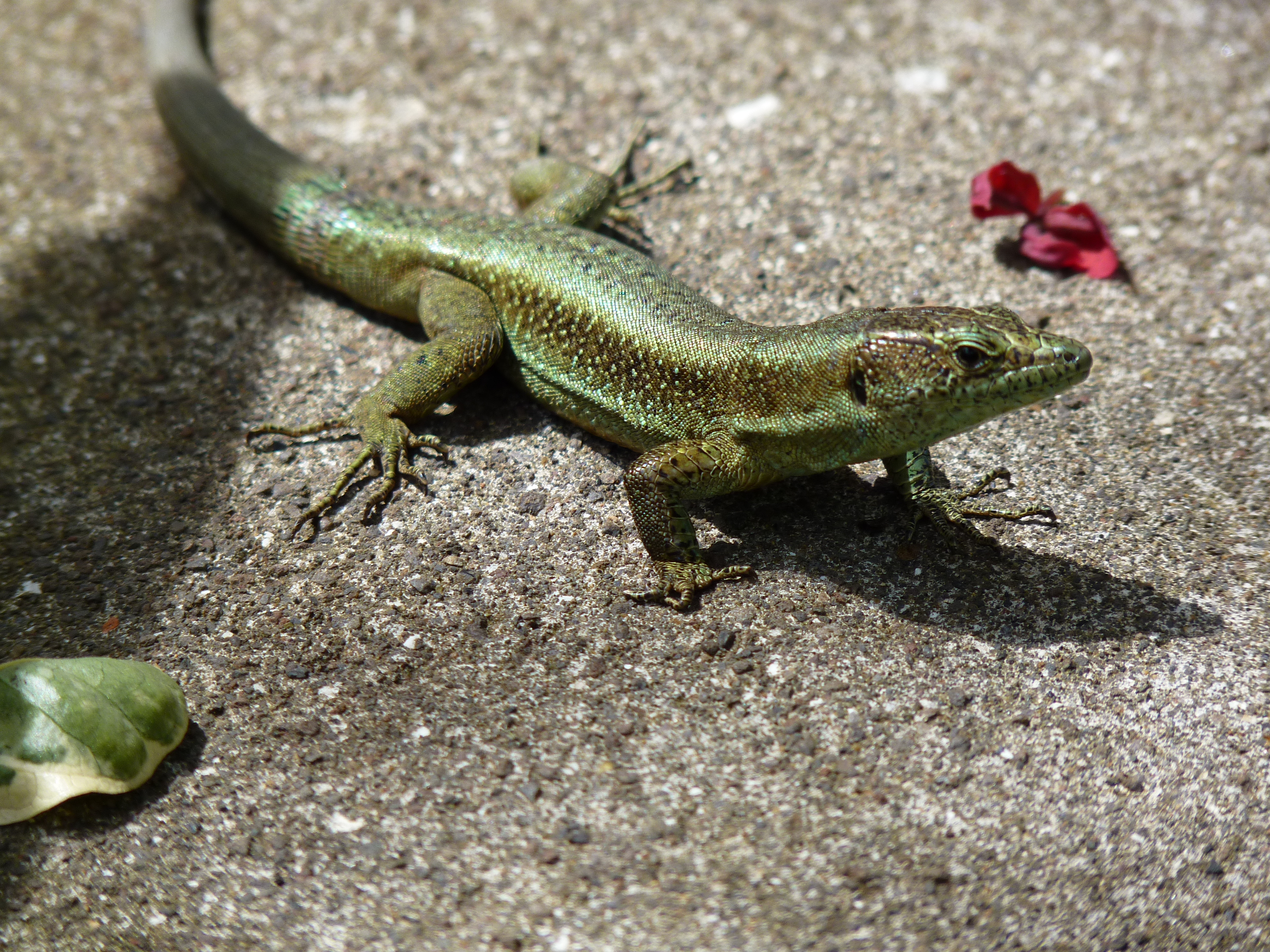
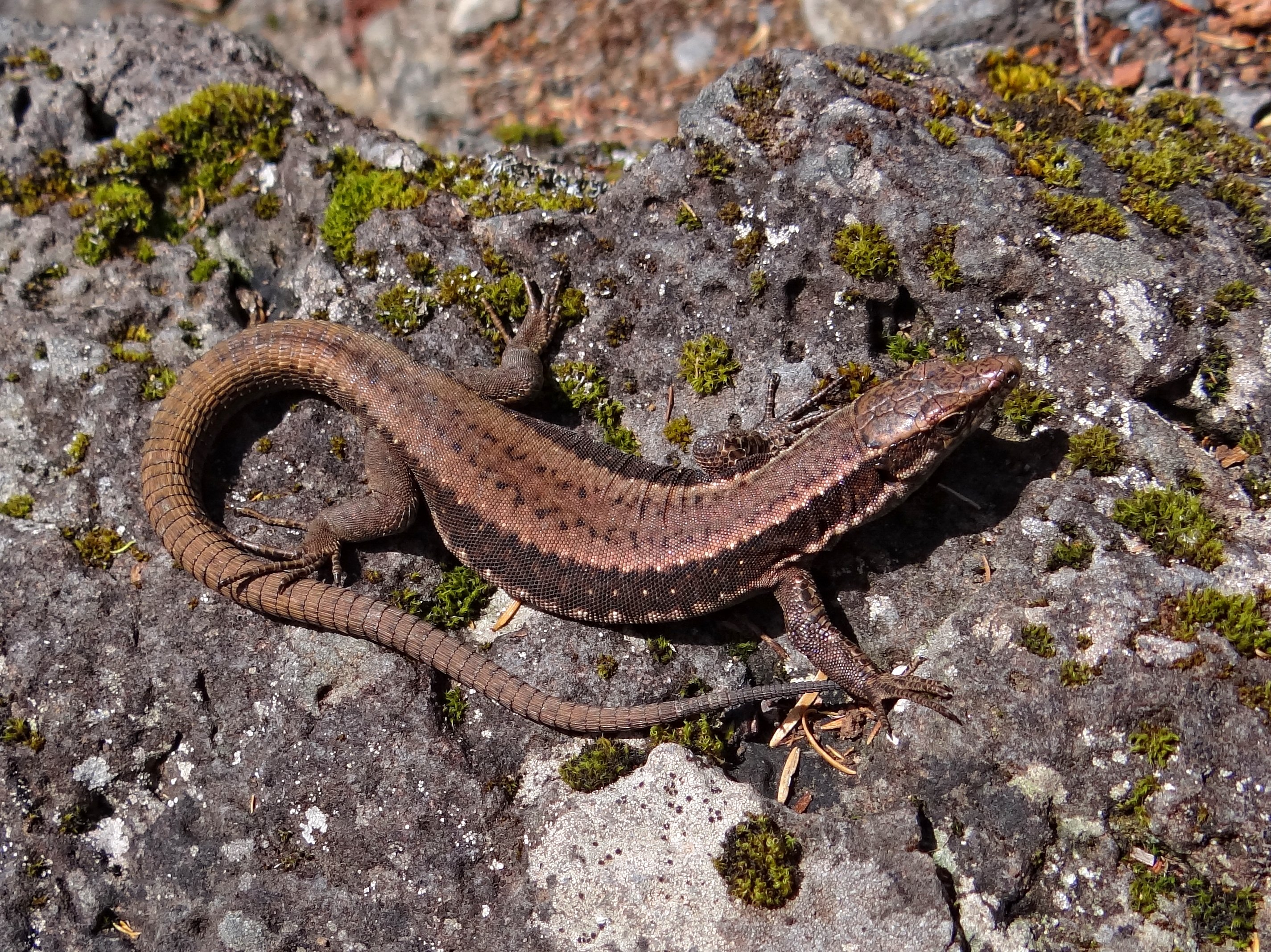
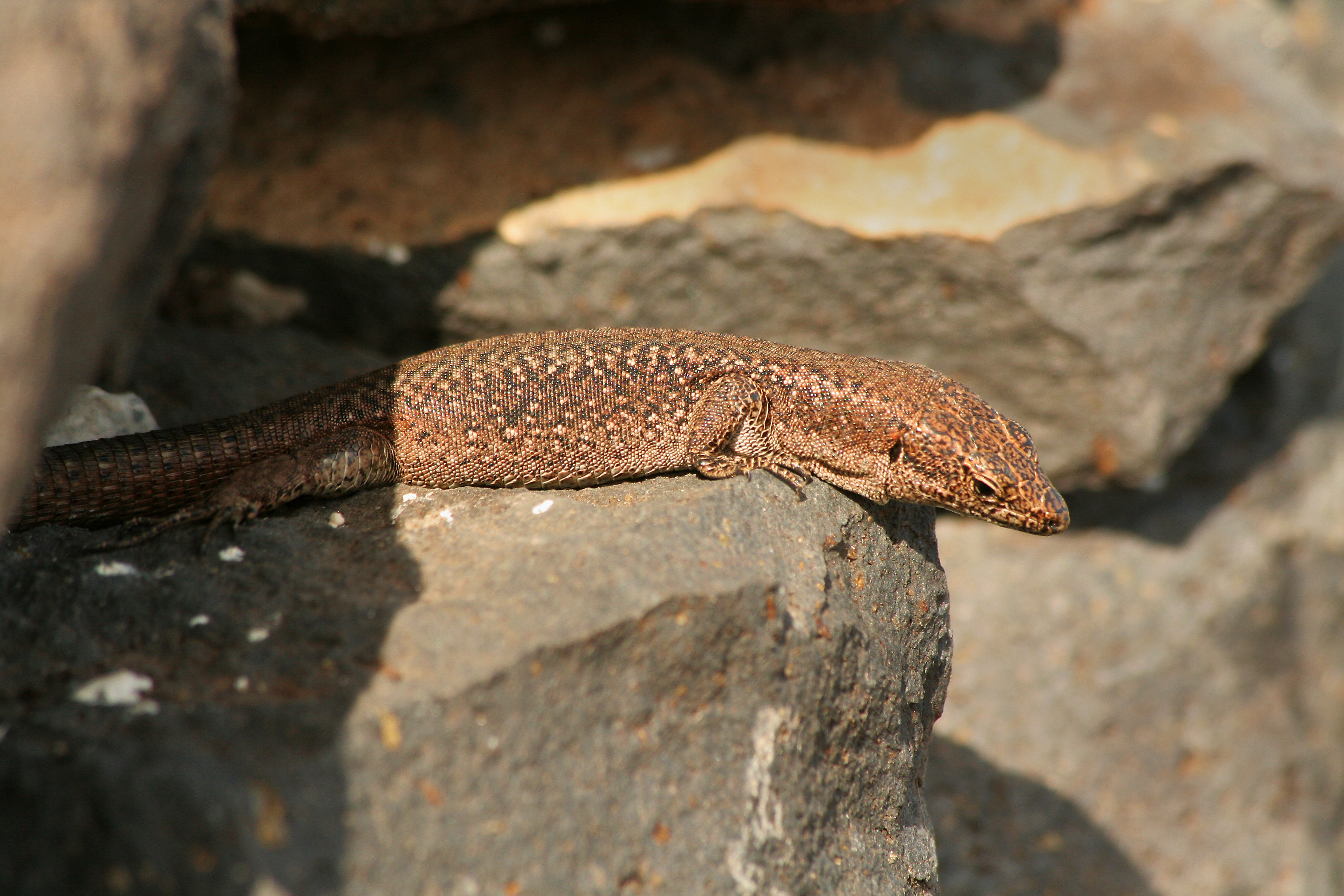